# Sidi Bouabdelli
Sidi Bouabdelli  (in arabo سيدي بوعبد اللي‎?) è un centro abitato e comune rurale del Marocco situato nella provincia di Tiznit, regione di Souss-Massa. Conta una popolazione di 5 758 abitanti (censimento 2014).